# Кріс Зілка
Крістофер Майкл Сеттлмайр (англ. Christopher Settlemire; псевдонім — Кріс Зілка англ. Chris Zylka; народ. 9 травня 1985 року, Воррен, штат Огайо, США) — американський актор і модель, дідусь якого був українцем, відомий за трилогією MTV «My Super Psycho Sweet 16».

## Біографія
Кріс Сеттлмайр народився в місті Воррен у штаті Огайо. Своїм творчим псевдонімом обрав дошлюбне прізвище матері — Зілка. Частина його предків — українці. Навчався в університеті Толідо. Працював моделлю для «Calvin Klein» та «Diesel».

## Кар'єра
Кар'єра Кріса почалася в 2008 з гостьової появи в серіалі «90210: Нове покоління» в ролі Джейсона, колишнього коханого Енні Вілсон. Потім Кріс отримав роль в декількох епізодах серіалу «Всі ненавидять Кріса», а також з'явився в епізодах серіалів «Ганна Монтана» та «Звабливі та вільні». Потім актор знявся в ролі Джові Доннера в серіалі «10 причин моєї ненависті». За ними були ролі у повнометражних фільмах: телевізійному фільмі жахів «Вже можна. Але дуже страшно!» каналу MTV і незалежному проекті «Мій сексуальний список». Рік потому Зілка знявся в «Вже можна. Але дуже страшно! 2», а потім у відомій картині «Ба-бах» Грегга Аракі.
У 2011 році Зілка знявся в двох фільмах жахів про напади тварин — «Щелепи 3D» і «Піраньї 3DD». У 2012 році зіграв Флеша Томпсона в блокбастері «Нова Людина-павук». З 2011 по 2012 знімався в містичній молодіжній драмі «Таємне коло» в ролі відьмака́ Джейка. У 2012 році отримав роль у другому сезоні серіалу «Американська історія жахів», але не зміг знятися в ролі. У тому ж році виходить третя частина «Вже можна. Але дуже страшно! 3».
У 2013 знову з'явився в епізоді серіалу «90210: Нове покоління» в гостьовій ролі і серіалі «Соціопат» в ролі Тайлера Льюїса.

## Особисте життя
З січня 2012 по вересень 2012 зустрічався з акторкою Люсі Гейл.
У квітні 2014 року був заручений з моделлю Ганною Бет. Пара розлучилася в початку 2015 року. Розважальний вебсайт «BuddyTV» поставив актора на 19 місце у списку «найсексуальніших акторів телебачення 2011 року».
З квітня 2017 року зустрічається з Періс Гілтон. У січні 2018 р. зробив їй успішну пропозицію шлюбу. У листопаді 2018 року пара скасувала весілля, яке мало відбутися на початку 2019 року.

## Фільмографія

### Кіно
| Рік  | Назва                               | В оригіналі                         | Роль                          |
| ---- | ----------------------------------- | ----------------------------------- | ----------------------------- |
| 2009 | Мій сексуальний список              | The People I've Slept With          | містер Красень                |
| 2009 |                                     | My Super Psycho Sweet 16            | Бріг Дженнер                  |
| 2010 |                                     | My Super Psycho Sweet 16: Part 2    | Бріг Дженнер                  |
| 2010 | Ба-бах                              | Kaboom                              | Тор                           |
| 2011 | Щелепи 3D                           | Shark Night 3D                      | Блейк                         |
| 2011 | Поради з того світу                 | Teen Spirit                         | Ніка Ремсі                    |
| 2012 |                                     | My Super Psycho Sweet 16: Part 3    | Бріг Дженнер                  |
| 2012 | Піраньї 3DD                         | Piranha 3DD                         | Кайл                          |
| 2012 | Нова Людина-павук                   | The Amazing Spider-Man              | Флеш Томпсон                  |
| 2014 | Нова Людина-павук 2. Висока напруга | The Amazing Spider-Man 2            | Флеш Томпсон (видалені сцени) |
| 2015 | Монстри атакують                    | Freaks of Nature                    | Чез Мослі мол.                |
| 2016 | Ласкаво просимо до Віллітса         | Welcome to Willits                  | Єремій                        |
| 2017 | Послушниця                          | Novitiate                           | Чак Харріс                    |
| 2018 | Смерть і життя Джона Ф. Донована    | The Death & Life of John F. Donovan | Вілл Джеффорд-молодший        |
| 2024 | Зразковий будинок                   | Model House                         | Томас                         |

### Серіали
| Рік        | Назва                    | В оригіналі                | Роль           | Примітка        |
| ---------- | ------------------------ | -------------------------- | -------------- | --------------- |
| 2008, 2013 | 90210: Нове покоління    | 90210                      | Джейсон        | 2 серії         |
| 2008       | Всі ненавидять Кріса     | Everybody Hates Chris      | різні ролі     | 3 серії         |
| 2009       | Ханна Монтана            | Hannah Montana             | Гейб Ламотті   | 2 серії         |
| 2009-10    | 10 причин моєї ненависті | 10 Things I Hate About You | Джої Доннер    | 16 серій        |
| 2009       | Звабливі та вільні       | Cougar Town                | BJ             | Епізод: "Pilot" |
| 2011-12    | Таємне коло              | The Secret Circle          | Джейк Армстонг | 17 серій        |
| 2014-17    | Залишені                 | The Leftovers              | Томмі Гарві    | 28 серій        |
| 2019-20    |                          | Dare Me                    | Капрал Курц    | 8 серій         |